# Сантори Санголиат
«Сантори Санголиат» (яп. サントリーサンゴリアス, англ. Suntory Sungoliath) — японский регбийный клуб, выступающий в высшем дивизионе национального регби — Топ-лиге. «Санголиат» играет в лиге с момента её основания в 2003 году. Владельцем команды является производитель напитков Suntory. Клуб основан в 1980 году; с тех пор регбисты «Санголиат» несколько раз выигрывали Всеяпонский регбийный чемпионат. Одним из принципиальных соперников команды является клуб «Тосиба Брэйв Лупус».
Одной из главных побед клуба считается успех в матче со сборной Уэльса (45:41), который состоялся 3 июня 2001 года. В 2008 году к команде присоединился наиболее опытный игрок в истории международного регби — австралиец Джордж Греган. Спортсмен подписал с японским коллективом двухлетний контракт. В конце сезона 2010/11 Греган, будучи игроком «Сантори», объявил о завершении спортивной карьеры. В 2010 году игроком клуба стал капитан сборной США Тодд Клевер.

## Достижения
- Всеяпонский регбийный чемпионат
  - Чемпион: 1995, 2000, 2001, 2011, 2012
  - Финалист: 2008
- Кубок Майкрософт
  - Победитель: 2008
  - Финалист: 2006, 2007

## Состав
Состав команды на 5 сентября 2018 года:
| Хукеры - Косукэ Хорикоси - Такуя Китадэ - Сюнта Накамура Пропы - Кэнсукэ Хатакэяма - Синтаро Исихара - Синносукэ Какинага - Татео Канаи - Юкио Морикава - Гэнки Сюдо - Сэм Талакай Локи - Кодзи Иино - Хирото Като - Ватару Кобаяси - Синъя Макабэ - Синсукэ Накамура - Джордан Смайлер - Хироки Терата - Джо Уилер | Фланкеры - Шон Макмэн - Кента Наканосе - Масакацу Нисикава - Сота Окетани - Сатоси Осима - Наоки Одзава - Хендрик Туи Скрам-хавы - Кадзука Асида - Мэтт Лукас - Ютака Нагарэ (c) - Гэнки Окоси Флай-хавы - Косэй Оно - Хикару Тамура | Центры - Юсукэ Кадзимура - Дайси Мурата - Рюото Накамура Винги - Сёта Эми - Кэмпбелл Магней - Сихито Мацуи - Ясунори Нагатомо - Такааки Наказуру - Сюхэй Нарита - Сэйя Одзаки - Сюхей Такесита Фулбэки - Котару Мацусима - Рютаро Такемото - Кента Цукамото |
| | | |
| (c) обозначает капитана команды, полужирный шрифт обозначает игроков соборной | | |

## Известные игроки
- Мэтт Гито
- Джордж Греган
- Джордж Смит[англ.]
- Уче Одоуза[англ.]
- Норм Хэдли
- Глен Эннис
- Саймон Молинг[англ.]
- Туси Писи
- Рокки Хавили
- Схалк Бургер
- Фури дю Преес
- Джейми Вашингтон
- Тору Курихара
- Наоя Окубо
- Ацуси Хиваса